# Cwi Bwamu jezik
Cwi Bwamu jezik (ISO 639-3: bwy; coo, cwi, twi), voltaško-kongoanski jezik uže gurske skupine, kojim govori oko 24 000 ljudi (1999 SIL) u graničnom području provincija Bougouriba i Sissili, Burkina Faso.
Jedan je od četiri bwamu jezika, ostala tri su bomu [bmq] iz Malija i buamu [box] i láá láá bwamu [bwj] iz Burkine Faso.

## Vanjske poveznice
- Ethnologue (14th)
- Ethnologue (15th)